# チャールズ・ヘイ (第13代エロル伯爵)
第13代エロル伯爵チャールズ・ヘイ（英語: Charles Hay, 13th Earl of Erroll、1680年ごろ – 1717年10月16日）は、スコットランド貴族。スコットランド王国とイングランド王国の合同に反対したことが知られ、1708年にフランスによるイギリス侵攻計画があったときは反逆を疑われて投獄された。

## 生涯
第12代エロル伯爵ジョン・ヘイと妻アン（Anne、1656年1月4日ごろ – 1707年11月17日以降没、第3代パース伯爵ジェームズ・ドラモンドの娘）の長男として、1680年頃に生まれた。
1704年12月30日に父が死去すると、エロル伯爵位を継承、1705年4月24日に父の継承者として正式に認定された。同1705年3月にジェームズ老僭王よりシッスル勲章を授与され、2月12日/11月12日に父の後任としてキングス・カレッジ・アバディーンの学長に選出された。
同年6月28日に宣誓してスコットランド王国議会議員に就任した。議会ではスコットランド王国とイングランド王国の合同に反対し、常に反対票を投じたほか、1707年1月7日に合同への抗議文に署名した。父の継承者としての認定を受けるとともにスコットランド大司馬の官職も継承していたが、1707年の合同に伴いスコットランド王国議会も廃止され、スコットランド大司馬の職務はほとんどなくなった。
不平分子であると目されたため、スペイン継承戦争中の1708年にフランスによるイギリス侵攻計画があったときは反逆を疑われ、健康が悪化していたにもかかわらずエディンバラ城に投獄され、4月にはロンドンに移送された。
1712年から1715年まで大陸ヨーロッパで過ごし、1714年のジョージ1世でもスコットランド大司馬として出席することはなかった。1716年5月14日にキングス・カレッジ・アバディーン学長を辞任、1717年10月16日に生涯未婚のまま死去した。弟ジェームズとトマスはすでに死去しており、姉妹メアリーが爵位を継承した。